# J. League Division 1 2000
La temporada de 2000 de la J. League fue el octavo campeonato profesional de Japón celebrado en el país. Tuvo lugar desde el 11 de marzo hasta el 9 de diciembre de 2000, y contó con dieciséis equipos en J1 y once en J2 con el debut en esa categoría del Mito HollyHock.
El vencedor de ese año fue Kashima Antlers, que consiguió un triplete al vencer en Liga, Copa de liga y Copa del Emperador.

## Ascensos y descensos
| Pos | Ascendidos de la J. League Division 2 1999 |
| --- | ------------------------------------------ |
| 1.º | Kawasaki Frontale                          |
| 2.º | F.C. Tokyo                                 |

| Pos  | Descendidos en la temporada 1999 |
| ---- | -------------------------------- |
| 15.º | Urawa Red Diamonds               |
| 16.º | Bellmare Hiratsuka               |

## Sistema del campeonato
Tras el éxito del sistema el año pasado, la Asociación de fútbol de Japón decidió mantenerlo tanto en J1 como en J2. El sistema de descensos dio una mayor emoción al torneo, por lo que la asistencia a los estadios aumentó.

### Equipos de la J. League 1
| - Avispa Fukuoka - Cerezo Osaka - FC Tokyo - JEF United Ichihara |  | - Gamba Osaka - Júbilo Iwata - Kashima Antlers - Kashiwa Reysol |  | - Kawasaki Frontale - Kyoto Purple Sanga - Nagoya Grampus Eight - Sanfrecce Hiroshima |  | - Shimizu S-Pulse - Verdy Kawasaki - Vissel Kobe - Yokohama F. Marinos |

### Equipos de la J. League 2
| - Albirex Niigata - Consadole Sapporo - Mito HollyHock - Montedio Yamagata - Oita Trinita - Omiya Ardija |  | - Sagan Tosu - Shonan Bellmare - Urawa Red Diamonds - Vegalta Sendai - Ventforet Kofu |

El sistema de competición en la J1 es similar al de los Torneos Apertura y Clausura, mientras que en la J2 se disputó una liga única a cuatro rondas: dos a ida y dos a vuelta (40 partidos en total). El método de puntuaciones por victoria se mantuvo: 3 en victoria, 2 si se vence en la prórroga con gol de oro, 1 por empate para los dos clubes. El equipo perdedor no recibe puntos.
Los dos peores de la J1 a lo largo de todas las dos rondas descienden y son sustituidos por los dos equipos ganadores de la J2.

## J. League 1
El campeonato estuvo marcado por un aumento de las audiencias y una fuerte masa de aficionados, con unos datos positivos de asistencia en torno a los equipos de la J2. La popularidad de la liga se vio aumentada por la victoria de la selección japonesa en la Copa de Asia y el buen papel del combinado sub-23 en los Juegos Olímpicos celebrados en Sídney.
La primera vuelta estuvo dominada por Yokohama F. Marinos, que contaba con Shunsuke Nakamura como su jugador estrella y con la presencia de Yoo Sang-chul como máximo goleador, mientras que Kashima Antlers venció en la segunda ronda. El equipo de Kashima contaba con la columna vertebral de la selección olímpica japonesa formada por Kōji Nakata, Masashi Motoyama y Mitsuo Ogasawara. Si se hubiera celebrado un campeonato regular en lugar de dos fases, el campeón habría sido Kashiwa Reysol.
En la final de campeonato Antlers supo imponer un juego defensivo al contragolpe, y consiguió hacerse con el título de liga.

### Clasificación

#### Primera fase
Del 3 de marzo al 27 de mayo
| Pos. | Equipo                  | Pts. | PJ | G  | GPR | E | PPR | P  | GF | GC | Dif. | Clasificación        |
| ---- | ----------------------- | ---- | -- | -- | --- | - | --- | -- | -- | -- | ---- | -------------------- |
| 1    | Yokohama F. Marinos (Q) | 30   | 15 | 10 | 0   | 0 | 1   | 4  | 32 | 21 | +11  | Final del Campeonato |
| 2    | Cerezo Osaka            | 29   | 15 | 9  | 1   | 0 | 1   | 4  | 34 | 25 | +9   |                      |
| 3    | Shimizu S-Pulse         | 28   | 15 | 8  | 2   | 0 | 1   | 4  | 21 | 17 | +4   |                      |
| 4    | Kashiwa Reysol          | 26   | 15 | 6  | 4   | 0 | 1   | 4  | 25 | 22 | +3   |                      |
| 5    | Júbilo Iwata            | 25   | 15 | 7  | 2   | 0 | 3   | 3  | 32 | 25 | +7   |                      |
| 6    | F.C. Tokyo              | 23   | 15 | 7  | 1   | 0 | 1   | 6  | 24 | 22 | +2   |                      |
| 7    | Vissel Kobe             | 22   | 15 | 7  | 0   | 1 | 1   | 6  | 21 | 17 | +4   |                      |
| 8    | Kashima Antlers         | 22   | 15 | 6  | 2   | 0 | 0   | 7  | 20 | 17 | +3   |                      |
| 9    | Verdy Kawasaki          | 20   | 15 | 5  | 2   | 1 | 3   | 4  | 26 | 23 | +3   |                      |
| 10   | Sanfrecce Hiroshima     | 19   | 15 | 4  | 3   | 1 | 1   | 6  | 17 | 15 | +2   |                      |
| 11   | JEF United Ichihara     | 19   | 15 | 6  | 0   | 1 | 2   | 6  | 22 | 22 | 0    |                      |
| 12   | Nagoya Grampus Eight    | 19   | 15 | 4  | 3   | 1 | 2   | 5  | 17 | 18 | −1   |                      |
| 13   | Gamba Osaka             | 17   | 15 | 5  | 0   | 2 | 2   | 6  | 20 | 23 | −3   |                      |
| 14   | Avispa Fukuoka          | 15   | 15 | 3  | 3   | 0 | 1   | 8  | 19 | 28 | −9   |                      |
| 15   | Kawasaki Frontale       | 10   | 15 | 2  | 1   | 2 | 0   | 10 | 14 | 29 | −15  |                      |
| 16   | Kyoto Purple Sanga      | 7    | 15 | 2  | 0   | 1 | 4   | 8  | 16 | 36 | −20  |                      |

 Fuente: J. League Data Site: 2000 J.LEAGUE Division 1 1st League table
Criterios de clasificación: 1) puntos; 2) diferencia de goles; 3) número de goles marcados; 4) resultados entre los equipos en cuestión.

#### Segunda fase
Del 24 de junio al 26 de noviembre
| Pos. | Equipo               | Pts. | PJ | G  | GPR | E | PPR | P  | GF | GC | Dif. | Clasificación        |
| ---- | -------------------- | ---- | -- | -- | --- | - | --- | -- | -- | -- | ---- | -------------------- |
| 1    | Kashima Antlers (Q)  | 33   | 15 | 9  | 1   | 4 | 1   | 0  | 28 | 10 | +18  | Final del Campeonato |
| 2    | Kashiwa Reysol       | 32   | 15 | 9  | 2   | 1 | 0   | 3  | 23 | 10 | +13  |                      |
| 3    | Júbilo Iwata         | 30   | 15 | 10 | 0   | 0 | 1   | 4  | 35 | 17 | +18  |                      |
| 4    | Gamba Osaka          | 28   | 15 | 8  | 2   | 0 | 1   | 4  | 27 | 20 | +7   |                      |
| 5    | Yokohama F. Marinos  | 24   | 15 | 7  | 1   | 1 | 1   | 5  | 24 | 24 | 0    |                      |
| 6    | Avispa Fukuoka       | 22   | 15 | 6  | 1   | 2 | 4   | 2  | 22 | 20 | +2   |                      |
| 7    | Nagoya Grampus Eight | 22   | 15 | 7  | 0   | 1 | 2   | 5  | 25 | 27 | −2   |                      |
| 8    | F.C. Tokyo           | 20   | 15 | 5  | 2   | 1 | 1   | 6  | 23 | 19 | +4   |                      |
| 9    | Cerezo Osaka         | 19   | 15 | 5  | 2   | 0 | 1   | 7  | 20 | 24 | −4   |                      |
| 10   | Verdy Kawasaki       | 18   | 15 | 5  | 0   | 3 | 1   | 6  | 20 | 21 | −1   |                      |
| 11   | Sanfrecce Hiroshima  | 18   | 15 | 5  | 1   | 1 | 3   | 5  | 23 | 25 | −2   |                      |
| 12   | Kyoto Purple Sanga   | 18   | 15 | 5  | 1   | 1 | 1   | 7  | 23 | 30 | −7   |                      |
| 13   | Shimizu S-Pulse      | 14   | 15 | 2  | 3   | 2 | 0   | 8  | 13 | 19 | −6   |                      |
| 14   | Vissel Kobe          | 11   | 15 | 3  | 1   | 0 | 1   | 10 | 19 | 32 | −13  |                      |
| 15   | Kawasaki Frontale    | 11   | 15 | 1  | 3   | 2 | 0   | 9  | 12 | 27 | −15  |                      |
| 16   | JEF United Ichihara  | 9    | 15 | 2  | 1   | 1 | 3   | 8  | 15 | 27 | −12  |                      |

 Fuente: J. League Data Site: 2000 J.LEAGUE Division 1 2nd League table
Criterios de clasificación: 1) puntos; 2) diferencia de goles; 3) número de goles marcados; 4) resultados entre los equipos en cuestión.
Sistema de puntuación: Victoria = 3 puntos; Victoria en prórroga (GP) = 2 puntos; Empate (E) = 1 punto; Derrota = 0 puntos

#### General
| Pos. | Equipo                 | Pts. | PJ | G  | GPR | E | PPR | P  | GF | GC | Dif. | Clasificación o descenso                        |
| ---- | ---------------------- | ---- | -- | -- | --- | - | --- | -- | -- | -- | ---- | ----------------------------------------------- |
| 1    | Kashima Antlers (C, Q) | 55   | 30 | 15 | 3   | 4 | 1   | 7  | 48 | 27 | +21  | Clasificado a la Copa de Clubes de Asia 2001-02 |
| 2    | Yokohama F. Marinos    | 54   | 30 | 17 | 1   | 1 | 2   | 9  | 56 | 45 | +11  |                                                 |
| 3    | Kashiwa Reysol         | 58   | 30 | 15 | 6   | 1 | 1   | 7  | 48 | 32 | +16  |                                                 |
| 4    | Júbilo Iwata           | 55   | 30 | 17 | 2   | 0 | 4   | 7  | 67 | 42 | +25  |                                                 |
| 5    | Cerezo Osaka           | 48   | 30 | 14 | 3   | 0 | 2   | 11 | 54 | 49 | +5   |                                                 |
| 6    | Gamba Osaka            | 45   | 30 | 13 | 2   | 2 | 3   | 10 | 47 | 43 | +4   |                                                 |
| 7    | F.C. Tokyo             | 43   | 30 | 12 | 3   | 1 | 2   | 12 | 47 | 41 | +6   |                                                 |
| 8    | Shimizu S-Pulse (Q)    | 42   | 30 | 10 | 5   | 2 | 1   | 12 | 34 | 36 | −2   | Clasificado a la Recopa de la AFC 2001-02       |
| 9    | Nagoya Grampus Eight   | 41   | 30 | 11 | 3   | 2 | 4   | 10 | 42 | 45 | −3   |                                                 |
| 10   | Verdy Kawasaki         | 38   | 30 | 10 | 2   | 4 | 4   | 10 | 46 | 44 | +2   |                                                 |
| 11   | Sanfrecce Hiroshima    | 37   | 30 | 9  | 4   | 2 | 4   | 11 | 40 | 40 | 0    |                                                 |
| 12   | Avispa Fukuoka         | 37   | 30 | 9  | 4   | 2 | 5   | 10 | 41 | 48 | −7   |                                                 |
| 13   | Vissel Kobe            | 33   | 30 | 10 | 1   | 1 | 2   | 16 | 40 | 49 | −9   |                                                 |
| 14   | JEF United Ichihara    | 28   | 30 | 8  | 1   | 2 | 5   | 14 | 37 | 49 | −12  |                                                 |
| 15   | Kyoto Purple Sanga (R) | 25   | 30 | 7  | 1   | 2 | 5   | 15 | 39 | 66 | −27  | Descendido a J. League Division 2 2001          |
| 16   | Kawasaki Frontale (R)  | 21   | 30 | 3  | 4   | 4 | 0   | 19 | 26 | 56 | −30  | Descendido a J. League Division 2 2001          |

 Fuente: J. League Data Site: 2000 J.LEAGUE Division 1 Overall table for the season
Criterios de clasificación: 1) puntos; 2) diferencia de goles; 3) número de goles marcados; 4) resultados entre los equipos en cuestión.
Notas:
1. ↑  Shimizu S-Pulse se clasificó para la Recopa de la AFC 2001-02 como subcampeón de la Copa del Emperador 2000, pues Kashima Antlers, vencedor de dicho torneo, participaría en la Copa de Clubes de Asia 2001-02 como ganador de la J. League Division 1 2000.

Sistema de puntuación: Victoria = 3 puntos; Victoria en prórroga (GP) = 2 puntos; Empate (E) = 1 punto; Derrota = 0 puntos

### Final del campeonato
| 2 de diciembre de 2000, 15:02 (UTC+9) | Yokohama F. Marinos | 0:0     | Kashima Antlers | Estadio Internacional, Yokohama                            |                                                            |
|                                       |                     | Reporte |                 | Asistencia: 41.595 espectadores Árbitro(s): Leslie Mottram | Asistencia: 41.595 espectadores Árbitro(s): Leslie Mottram |

| 9 de diciembre de 2000, 19:34 (UTC+9) | Kashima Antlers                         | 3:0 (3:0) | Yokohama F. Marinos | Estadio Nacional, Tokio                                     |                                                             |
|                                       | Suzuki 24' · Narahashi 39' · Nakata 44' | Reporte   |                     | Asistencia: 44.665 espectadores Árbitro(s): Masayoshi Okada | Asistencia: 44.665 espectadores Árbitro(s): Masayoshi Okada |

|                                     |
|                                     |
| Campeón Kashima Antlers 3.er título |

## J. League 2
Con un sistema idéntico al de la temporada pasada de cuatro rondas, el campeonato contó con un importante apoyo de los aficionados que hizo un campeonato viable. Sin embargo, se mostró una clara diferencia de calidad entre los cuatro primeros equipos de la tabla y el resto de formaciones. Los dos equipos que lograron el ascenso fueron Consadole Sapporo (ayudado por los 31 goles de Márcio Emerson Passos) y Urawa Red Diamonds. En la temporada 2001 se sumaría a la J2 otro equipo, el Yokohama FC. Este club tiene su origen en los seguidores de Yokohama Flügels, que se negaron a apoyar la fusión con Yokohama Marinos y decidieron establecer un equipo mediante un sistema de socios.

### Clasificación
| Puesto | Equipo             | Ptos | G  | G(P) | E | P  | GF | GC | DG  | Nota     |
| ------ | ------------------ | ---- | -- | ---- | - | -- | -- | -- | --- | -------- |
| 1      | Consadole Sapporo  | 94   | 27 | 4    | 5 | 4  | 71 | 22 | +49 | Asciende |
| 2      | Urawa Red Diamonds | 82   | 23 | 5    | 3 | 9  | 82 | 40 | +42 | Asciende |
| 3      | Oita Trinita       | 81   | 26 | 0    | 3 | 11 | 80 | 38 | +42 |          |
| 4      | Omiya Ardija       | 68   | 21 | 2    | 1 | 16 | 55 | 49 | +6  |          |
| 5      | Vegalta Sendai     | 55   | 15 | 4    | 2 | 19 | 60 | 69 | -9  |          |
| 6      | Sagan Tosu         | 48   | 13 | 2    | 5 | 20 | 41 | 52 | -11 |          |
| 7      | Albirex Niigata    | 46   | 11 | 4    | 5 | 20 | 54 | 63 | -9  |          |
| 8      | Shonan Bellmare    | 43   | 13 | 2    | 1 | 24 | 59 | 71 | -12 |          |
| 9      | Mito HollyHock     | 43   | 9  | 6    | 4 | 21 | 37 | 61 | -24 |          |
| 10     | Montedio Yamagata  | 33   | 9  | 2    | 2 | 27 | 40 | 61 | -21 |          |
| 11     | Ventforet Kofu     | 18   | 5  | 0    | 3 | 32 | 31 | 84 | -53 |          |

Sistema de puntuación: Victoria = 3 puntos; Victoria en prórroga (G P) = 2 puntos; Empate (E) = 1 punto; Derrota = 0 puntos

## Premios

### Individuales
- Jugador más valioso del campeonato: Shunsuke Nakamura (Yokohama F. Marinos)
- Máximo goleador: Masashi Nakayama, 20 goles (Júbilo Iwata)
- Mejor debutante: Kazuyuki Morisaki (Sanfrecce Hiroshima)
- Mejor entrenador: Akira Nishino (Kashiwa Reysol)

### Mejor once inicial
| Posición | Futbolista        | Club                | País                     |
| -------- | ----------------- | ------------------- | ------------------------ |
| GK       | Daijiro Takakuwa  | Kashima Antlers     | Bandera de Japón         |
| DF       | Ariel Arauco      | Yokohama F. Marinos | Bandera de Chile         |
| DF       | Yutaka Akita      | Kashima Antlers     | Bandera de Japón         |
| DF       | Hong Myung-bo     | Kashiwa Reysol      | Bandera de Corea del Sur |
| MF       | Tomokazu Myōjin   | Kashiwa Reysol      | Bandera de Japón         |
| MF       | Shunsuke Nakamura | Yokohama F. Marinos | Bandera de Japón         |
| MF       | Junichi Inamoto   | Gamba Osaka         | Bandera de Japón         |
| MF       | Hiroaki Morishima | Cerezo Osaka        | Bandera de Japón         |
| FW       | Tuto              | FC Tokyo            | Bandera de Brasil        |
| FW       | Masashi Nakayama  | Júbilo Iwata        | Bandera de Japón         |
| FW       | Akinori Nishizawa | Cerezo Osaka        | Bandera de Japón         |